# Papieska Rada Iustitia et Pax
Papieska Rada „Iustitia et Pax” (łac. Pontificium Consilium de Iustitia et Pax) była jedną z dykasterii kurii rzymskiej działającej przy Stolicy Apostolskiej. Zajmowała się nauczaniem Kościoła w sprawach społecznych, promowaniem pokoju i sprawiedliwości.
Przy krajowych episkopatach istnieją krajowe rady Iustitia et Pax.

## Historia
Paweł VI w 1967 na mocy motu proprio Catholicam Christi Ecclesiam powołał do życia Komisję „Iustitia et Pax”. W 1988 Jan Paweł II podniósł komisję do rangi Papieskiej Rady.
Z dniem 1 stycznia 2017 jej kompetencje przejęła nowo utworzona Dykasteria ds. Integralnego Rozwoju Człowieka.

## Przewodniczący Rady
- Maurice Roy (1967–1976)
- Bernardin Gantin (1976–1984)
- Roger Etchegaray (1984–1998)
- François Xavier Nguyễn Văn Thuận (1998–2002)
- Renato Martino (2002–2009)
- Peter Turkson (2009–2016)